# Premi Herralde de Novel·la

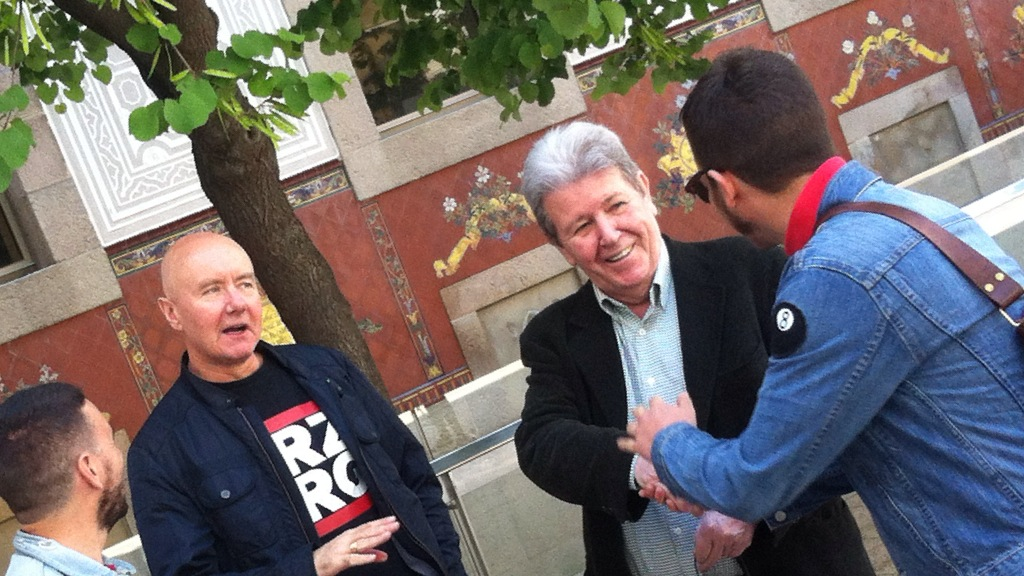
Jorge Herralde

El Premi Herralde de Novel·la és concedit anualment a Espanya per l'Editorial Anagrama a una novel·la inèdita en llengua castellana, distingint també a un finalista. Creat el 1983, pren el seu nom de Jordi Herralde Grau, fundador i amo de l'editorial. La dotació en 2020 és de 18.000 euros i publicació per al guanyador, i publicació per al finalista. D'igual forma, habitualment sol editar-se també la novel·la classificada en tercer lloc. Es lliura en novembre de l'any respectiu.

## Llista d'autors guardonats[2]
- 1983:
  - Guanyador: Álvaro Pombo (Espanya), El héroe de las mansardas de Mansard (204 pàgs., ISBN 84-339-1701-3).
  - Finalista: Paloma Díaz-Mas, El rapto del santo Grial (96 pàgs., ISBN 84-339-1708-0).
- 1984: Sergio Pitol (Mèxic), El desfile del amor (254 pàgs., ISBN 84-339-1713-7).
- 1985. Adelaida García Morales (Espanya), El silencio de las sirenas (176 pàgs., ISBN 84-339-1728-5).
- 1986. Javier Marías (Espanya), El hombre sentimental (168 pàgs., ISBN 84-339-1740-4).
- 1987:
  - Félix de Azúa (Espanya), Diario de un hombre humillado (288 pàgs., ISBN 84-339-1756-0).
  - Finalista: Roberto Fernández Sastre, El turismo infame
- 1988:
  - Guanyador: Vicente Molina Foix (Espanya), La quincena soviética (272 pàgs., ISBN 84-339-1771-4).
  - Finalista: Rafael Chirbes (Espanya), Mimoun (134 pàgs., ISBN 84-339-1772-2).
- 1989: Miguel Sánchez-Ostiz (Espanya), La gran ilusión (174 pàgs., ISBN 84-339-1787-0).
- 1990:
  - Guanyador: Justo Navarro (Espanya), Accidentes íntimos (160 pàgs., ISBN 84-339-0911-8).
  - Finalista: Luisa Castro (Espanya), El somier (188 pàgs., ISBN 84-339-0912-6).
- 1991: Javier García Sánchez (Espanya), La historia más triste (608 pàgs., ISBN 84-339-0931-2).
- 1992. Paloma Díaz-Mas (Espanya), El sueño de Venecia (224 pàgs., ISBN 84-339-0944-4).
- 1993:
  - Guanyador: José María Riera de Leyva (Espanya), Aves de paso (198 pàgs., ISBN 84-339-0960-6).
  - Finalista: Álvaro del Amo (Espanya), El horror (214 pàgs., ISBN 84-339-0961-4).
- 1994. Guanyadors ex aequo: 
  - Carlos Perellón (Espanya), La ciudad doble (272 pàgs., ISBN 84-339-0979-7).
  - Pedro Zarraluki (Espanya), La historia del silencio (208 págines, ISBN 84-339-0978-9).
- 1995: 
  - Guanyador: José Angel González Sainz (Espanya), Un mundo exasperado (400 pàgs., ISBN 84-339-1021-3).
  - Finalista: Eloy Tizón (Espanya), Seda salvaje (144 pàgs., ISBN 84-339-1022-1).
- 1996:
  - Guanyador: Antonio Soler (Espanya), Las bailarinas muertas (256 pàgs., ISBN 84-339-1042-6).
  - Finalista: Pedro Ugarte (Espanya), Los cuerpos de las nadadoras (296 pàgs., ISBN 84-339-1043-4).
- 1997:
  - Guanyador: Jaime Bayly (Perú), La noche es virgen (192 pàgs., ISBN 84-339-1069-8).
  - Finalista: Berta Serra Manzanares (Espanya), El otro lado del mundo (318 pàgs., ISBN 84-339-1070-1).
- 1998:
  - Guanyador: Roberto Bolaño (Xile), Los detectives salvajes (620 pàgs., ISBN 84-339-1086-8).
  - Finalista: Alberto Olmos (Espanya), A bordo del naufragio (176 pàgs., ISBN 84-339-1087-6).
- 1999:
  - Guanyador: Marcos Giralt Torrente (Espanya), París (304 pàgs., ISBN 84-339-2443-5).
  - Finalista: Andrés Neuman (Argentina-Espanya), Bariloche (176 pàgs., ISBN 84-339-2444-3).
- 2000.
  - Guanyador: Luís Magrinyá (Espanya), Los dos Luises (352 pàgs., ISBN 84-339-2466-4).
  - Finalista: Pablo d'Ors (Espanya), Las ideas puras (352 pàgs., ISBN 84-339-2467-2).
- 2001:
  - Guanyador: Alejandro Gándara (Espanya), Últimas noticias de nuestro mundo (376 pàgs., ISBN 84-339-2490-7).
  - Finalista: Andrés Barba (Espanya), La hermana de Katia (184 pàgs., ISBN 84-339-2491-5).
- 2002:
  - Guanyador: Enrique Vila-Matas (Espanya), El mal de Montano (320 pàgs., ISBN 84-339-6835-1).
  - Finalista: Margo Glantz (Mèxic), El rastro (176 pàgs., ISBN 84-339-6836-X).
- 2003.
  - Guanyador: Alan Pauls (Argentina), El pasado (560 pàgs., ISBN 84-339-6852-1).
  - Finalista: Andrés Neuman (Argentina-Espanya), Una vez Argentina (246 pàgs., ISBN 84-339-6853-X).
- 2004:
  - Guanyador: Juan Villoro (Mèxic), El testigo (408 pàgs., ISBN 84-339-6868-8).
  - Finalista: Eduardo Berti (Argentina), Todos los Funes (176 pàgs., ISBN 84-339-6869-6).
- 2005:
  - Guanyador: Alonso Cueto (Perú), La hora azul (304 pàgs., ISBN 84-339-6887-4).
  - Finalista: Manuel Pérez Subirana (Espanya), Egipto (256 pàgs., ISBN 84-339-7125-5)
  - Finalista: Guadalupe Nettel, El huésped (192 pàgs., ISBN 978-84-339-7128-9)
- 2006: 
  - Guanyador: Alberto Barrera Tyszka (Veneçuela), La enfermedad (ISBN 84-339-7140-9).
  - Finalista: Teresa Dovalpage (Cuba), Muerte de un murciano en La Habana (ISBN 84-339-7141-7).
- 2007:
  - Guanyador: Martín Kohan (Argentina), Ciencias morales.
  - Finalista: Antonio Ortuño (Mèxic), Recursos humanos.
- 2008:
  - Guanyador: Daniel Sada (Mèxic), Casi nunca.
  - Finalista: Iván Thays (Perú), Un lugar llamado Oreja de Perro.
- 2009:
  - Guanyador: Manuel Gutiérrez Aragón (Espanya), La vida antes de marzo.
  - Finalista: Juan Francisco Ferré (Espanya), Providence.
- 2010: Antonio Ungar (Colòmbia), Tres ataúdes blancos.
- 2011: Martín Caparrós (Argentina), Los Living
- 2012: 
  - Guanyador: Juan Francisco Ferré (Espanya), Karnaval
  - Finalista: Sara Mesa (Espanya), Cuatro por cuatro
- 2013: Álvaro Enrigue (Mèxic), Muerte súbita
- 2014: 
  - Guanyadora: Guadalupe Nettel (Mèxic), Después del invierno
  - Finalista: Manuel Moyano (Espanya), El imperio de Yegorov
- 2015: 
  - Guanyadora: Marta Sanz (Espanya), Farándula
  - Finalista: Miguel Ángel Hernández (Espanya), El instante de peligro
- 2016: 
  - Guanyador: Juan Pablo Villalobos (Mèxic), No voy a pedirle a nadie que me crea
  - Finalista: Federico Jeanmaire (Argentina), Amores enanos
- 2017: 
  - Guanyador: Andrés Barba (Espanya), República luminosa
  - Finalista: Diego Vecchio (Argentina), La extinción de las especies
- 2018:
  - Guanyadora: Cristina Morales (Espanya), Lectura fácil
  - Finalista: Alejandra Costamagna (Xile), El sistema del tacto
- 2019: Mariana Enríquez (Argentina), Nuestra parte de noche
- 2020: Luisgé Martín (Espanya), Cien noches
- 2021: 
  - Guanyador: Javier Pérez Andújar (Espanya), El año del Búfalo
  - Finalista: Daniel Saldaña París (Mèxic), El baile y el incendio